# San Perlita
San Perlita é uma cidade localizada no estado norte-americano de Texas, no Condado de Willacy.

## Demografia
Segundo o censo norte-americano de 2000, a sua população era de 680 habitantes.
Em 2006, foi estimada uma população de 698, um aumento de 18 (2.6%).

## Geografia
De acordo com o United States Census Bureau tem uma área de
1,3 km², dos quais 1,3 km² cobertos por terra e 0,0 km² cobertos por água.

## Localidades na vizinhança
O diagrama seguinte representa as localidades num raio de 16 km ao redor de San Perlita.